# Gunung Megang (Pulau Panggung)
Gunung Megang is een bestuurslaag in het regentschap Tanggamus van de provincie Lampung, Indonesië. Gunung Megang telt 1503 inwoners (volkstelling 2010).